# Magic Knight Rayearth (Sega Saturn)
Magic Knight Rayearth is een computerspel dat werd ontwikkeld en uitgegeven door Sega. Het spel kwam op 25 augustus 1995 uit voor het platform Sega Saturn. Het spel is gebaseerd op de gelijknamige anime Het speelveld wordt met bovenaanzicht getoond. De vrede in het land wordt bewaard door de 'Pillar of Balance' die wordt bewaard door Princess Emauraude. Zodra zij wordt ontvoert door de kwade priester Zagato stort het land zich in chaos. De  Magic Knights, drie jonge meisjes (Hikaru Shidou, Umi Ryuuzaki en Fuu Hououjii) uit Japan moeten dit komen rechtzetten. De speler bestuurt een karakter tegelijkertijd en de andere twee volgen.

## Ontvangst
| Beoordeeld door                 | Jaar      | Score |
| ------------------------------- | --------- | ----- |
| GameFan Magazine                | 1995      | 95    |
| Consoles Plus                   | 1999      | 93    |
| SEGA-Mag (Objectif-SEGA)        | 2009      | 90    |
| RPGFan                          | 1997/1999 | 75-85 |
| Electronic Gaming Monthly (EGM) | 1999      | 71    |
| RPGDreamers                     | 2003      | 60    |
| Defunct Games                   | 2007      | 60    |
| GameSpot                        | 1999      | 51    |